# Hồng câu
Hồng câu hay thạch hộc móc, lan móc, hoàng thảo thân gãy, câu trạng thạch hộc (danh pháp hai phần: Dendrobium aduncum) là một loài lan trong chi Lan hoàng thảo.
Cây phân bố từ Nam Á đến Đông Nam Á lục địa. Tại Việt Nam, cây có mặt ở các khu vực: Hà Giang, Lạng Sơn, Xuân Sơn (Phú Thọ), Ninh Bình, Lâm Đồng.